# Pârâul Muntelui, Rimetea
Pârâul Muntelui este un afluent al râului Rimetea. 

## Hărți
- Harta Munții Apuseni
- Harta Județul Alba
- Harta Munții Trascău - Cheile Turzii  Arhivat în 11 octombrie 2008, la Wayback Machine.